# Proštinac
Proštinac (izvirno srbsko Проштинац) je naselje v Srbiji, ki upravno spada pod Občino Svilajnac; slednja pa je del Pomoravskega upravnega okraja.

## Demografija
V naseljuživi 200 polnoletnih prebivalcev, pri čemer je njihova povprečna starost 47,1 let (47,2 pri moških in 46,9 pri ženskah). Naselje ima 86 gospodinjstev, pri čemer je povprečno število članov na gospodinjstvo 2,95.
To naselje je, glede na rezultate popisa iz leta 2002, večinoma srbsko, a v času zadnjih treh popisov je opazno zmanjšanje števila prebivalcev.
|  |

| Demografija | Demografija     | Demografija     |
| Leto        | Št. prebivalcev | Št. prebivalcev |
| ----------- | --------------- | --------------- |
|             |                 |                 |
|             |                 |                 |
|             |                 |                 |
|             |                 |                 |
| 1948        | 531             |                 |
| 1953        | 537             |                 |
| 1961        | 524             |                 |
| 1971        | 508             |                 |
| 1981        | 493             |                 |
| 1991        | 463             | 312             |
| 2002        | 446             | 254             |
|             |                 |                 |

| Etnična sestava po popisu iz leta 2002 | Etnična sestava po popisu iz leta 2002 | Etnična sestava po popisu iz leta 2002 | Etnična sestava po popisu iz leta 2002 | Etnična sestava po popisu iz leta 2002 |
| -------------------------------------- | -------------------------------------- | -------------------------------------- | -------------------------------------- | -------------------------------------- |
| Srbi                                   | Srbi                                   |                                        | 215                                    | 84,64%                                 |
| Vlahi                                  | Vlahi                                  |                                        | 34                                     | 13,38%                                 |
| Romuni                                 | Romuni                                 |                                        | 5                                      | 1,96%                                  |
| Neznano                                | Neznano                                |                                        | 0                                      | 0,0%                                   |